# Giovanni Barbagli
Giovanni Barbagli (ur. 24 czerwca 1931 w Viciomaggio w gminie Civitella in Val di Chiana, zm. 27 czerwca 2006 w Brukseli) – włoski polityk, samorządowiec i działacz rolniczy, poseł do Parlamentu Europejskiego I kadencji.

## Życiorys
Działał w organizacjach rolniczych. Od 1969 kierował stowarzyszeniem hodowców w Arezzo, a następnie organizacją rolników w Toskanii. Od 1973 prowadził spółkę Valdichiana di Arezzo, zajmującą się irygacją. Zaangażował się w działalność polityczną w ramach Chrześcijańskiej Demokracji. W 1964 został radnym miejskim w Arezzo, a w 1970 i 1975 zdobywał mandat radnego regionu Toskania. W latach 1979 uzyskał mandat posła do Parlamentu Europejskiego. Przystąpił do Europejskiej Partii Ludowej, należał do Komisji ds. Socjalnych i Zatrudnienia, Komisji Budżetowej oraz Delegacji ds. stosunków z państwami Ameryki Łacinskiej.